# Nadleśnictwo Łopuchówko

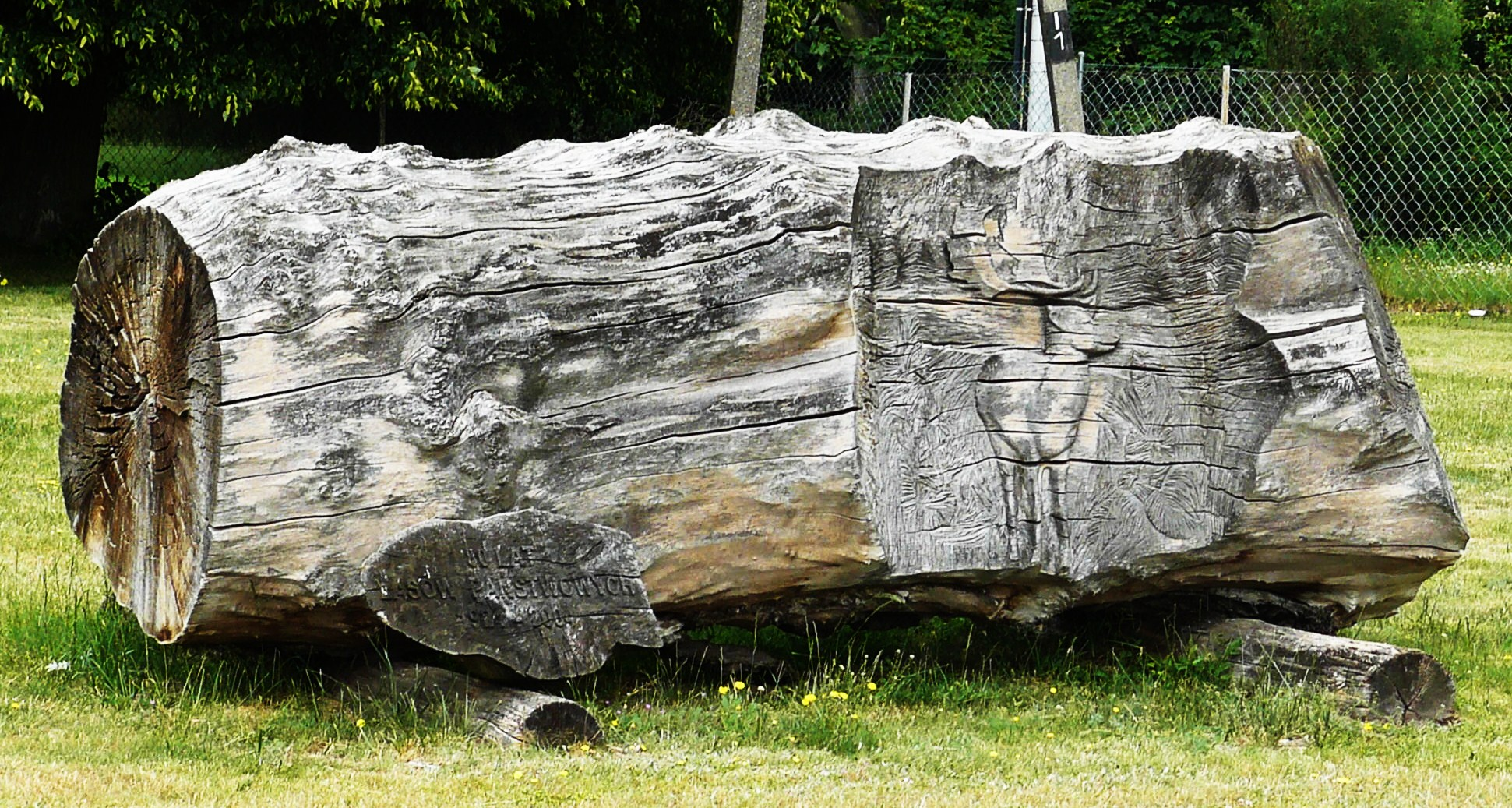
Pień drzewa – pomnik 80-lecia Lasów Państwowych z 2004

Nadleśnictwo Łopuchówko – jednostka organizacyjna Lasów Państwowych podległa 
Regionalnej Dyrekcji Lasów Państwowych w Poznaniu, której siedziba znajduje się w Murowanej Goślinie. Nadleśnictwo  terytorialnie leży na obszarach czterech powiatów i dziewięciu gmin. Powierzchnia nadleśnictwa wynosi 24 003,67 ha.

## Ochrona przyrody
Rezerwaty Przyrody

Na terenie Nadleśnictwa leżą Buczyna, Klasztorne Modrzewie, Las Mieszany, Żywiec Dziewięciolistny, Śnieżycowy Jar. 
W kompleksie leśnym stanowiącym lasy doświadczalne Leśnego Zakładu Doświadczalnego w Murowanej Goślinie zachowały się powierzchnie doświadczalne ze 100-letnim rodowodem. 

## Edukacja
Edukacja przyrodnicza prowadzona jest w oparciu o Arboretum oraz Ośrodek Naukowo-Dydaktyczny w Zielonce, leżący na terenie Leśnego Zakładu Doświadczalnego Murowana Goślina oraz Ośrodek Edukacji Leśnej w Łysym Młynie.

## Turystyka
Szlaki turystyczne

Urozmaicona rzeźba terenu oraz bliskość stolicy województwa, miasta Poznania, prowadzi do dużego zainteresowania turystów spędzaniem czasu na łonie przyrody. Przez obszar Nadleśnictwa przebiegają trzy szlaki piesze. 

Szlak  prowadzi z Zielonki przez Dzwonowo Leśne, Dzwonowo, Nidźwiedziny, Rejowiec, Szczodrochowo, Skoki (17,3 km)

Szlak  rozpoczyna się w Owińskach na teren Nadleśnictwa wchodzi przecinając trakt Bednarski, dalej przez rezerwat przyrody "Klasztorne Modrzewie" i "Las Mieszany", Zielonkę, Głęboczek, Dzwonowo, Sławice do Sławy (11 km)
 
Szlak  prowadzi z Hucisk przez Głęboczek, Łopuchowo, Wojnowo, Długą Goślinę, Białężyn, Starczanowo, rezerwat przyrody "Śnieżycowy Jar", Łuków (dalej szlak biegnie do Rogoźna).

Wieża widokowa

Wieża widokowa na Dziewiczej Górze pozwala na podziwianie panoramy okolic Poznania, czynna jest od kwietnia do października.
Turyści mogą zatrzymać się na parkingu leśnym w Boduszewie, turystyczne ognisko można zorganizować na Dziewiczej Górze.